# ポート・ヒューロン駅
ポート・ヒューロン駅（英語：Port Huron Station）はミシガン州ポートヒューロン 16thストリート2223にある駅。 全米各地を結ぶ旅客鉄道のアムトラックが乗り入れている。

## 概要
当駅はシカゴからの昼行中距離列車ブルー・ウォーター号の終着駅となっている。1982年から2004年までシカゴとトロントを結ぶ国際列車インターナショナル・リミテッド号が当駅を経由して運行されていた。
また、当駅はアメリカとカナダ国境の川であるセントクレア川をくぐるセントクレア川トンネルの坑口の西側にあり、川をくぐり東側はオンタリオ州サーニアである。サーニア駅からは、VIA鉄道コリドー号トロント行きが発着している。

## 利用可能な鉄道路線／列車
アムトラックの停車する列車は下記の通り。
シカゴとポートヒューロン間の昼行中距離列車ブルー・ウォーター号… 1日1往復発着